# Saint Andrew South West (circunscripción electoral)

Saint Andrew South West en Granada.

Saint Andrew South West es una de las quince circunscripciones electorales en las que se divide Granada para las elecciones a la Cámara de Representantes. Comprende la porción sudoeste de la parroquia de Saint Andrew, segunda más poblada del país, y es una de las tres circunscripciones electorales granadinas que no tienen salida al mar.
La circunscripción se creó para las elecciones generales de 1972 con la división de Saint Andrew South. Desde su creación se ha mantenido históricamente competitiva y nunca ha sido representada por un mismo partido por más de dos mandatos consecutivos. Desde 1999 la circunscripción ha sido ganada siempre por el partido vencedor a nivel nacional. Su actual representante es Lennox Andrews, del Congreso Nacional Democrático (NDC).
De cara a las elecciones de 2022, la circunscripción tenía 5.327 electores registrados.

## Representantes electos
| Elección | Partido | Partido                            | Parlamentario         |
| -------- | ------- | ---------------------------------- | --------------------- |
| 1972     |         | Partido Laborista Unido de Granada | David Sylvester       |
| 1976     |         | Movimiento New Jewel               | Norris Bain           |
| 1984     |         | Nuevo Partido Nacional             | Ben Jones             |
| 1990     |         | El Partido Nacional                | Ben Jones             |
| 1995     |         | Partido Laborista Unido de Granada | Michael Baptiste      |
| 1999     |         | Nuevo Partido Nacional             | Michael Baptiste      |
| 2003     |         | Nuevo Partido Nacional             | Yolande Bain-Horsford |
| 2008     |         | Congreso Nacional Democrático      | Sylvester Quarles     |
| 2013     |         | Nuevo Partido Nacional             | Yolande Bain-Horsford |
| 2018     |         | Nuevo Partido Nacional             | Yolande Bain-Horsford |
| 2022     |         | Congreso Nacional Democrático      | Lennox Andrews        |